# When You Know What Love Is
«When You Know What Love Is» (с англ. — «Когда ты знаешь, что такое любовь») — сингл британского R&B исполнителя Крейга Дэвида. Он был написан Дэвидом, Гэри Барлоу, Фрейзером Смитом и Джени Беннетт для его восьмого студийного альбома 22 (2022), а продюсированием руководил Смит. Песня была выпущена в виде цифровой загрузки 31 мая 2019 года. Первоначально заявленная как главный сингл альбома, она позже была исключена из окончательного списка треков. «When You Know What Love Is» достигла 52-го места в UK Singles Chart.

## Содержание
В пресс-релизе Дэвид сказал, что трек «о той первой несомненной искре, которая появляется, когда что-то кажется правильным — о желании удержать это чувство и посмотреть, как оно может развиться».

## Клип
Музыкальный клип, сопровождающий релиз «When You Know What Love Is», был впервые выпущен на YouTube 1 июля 2019 года общей продолжительностью три минуты и двадцать пять секунд. Режиссёром клипа выступил Чарли Сарсфилд, съемки проходили на Ибице.

## Список композиций
| №  | Название                     | Producer(s)     | Длительность |
| -- | ---------------------------- | --------------- | ------------ |
| 1. | «When You Know What Love Is» | Fraser T. Smith | 3:25         |

| №  | Название                                        | Producer(s)          | Длительность |
| -- | ----------------------------------------------- | -------------------- | ------------ |
| 1. | «When You Know What Love Is» (Majestic Remix)   | Smith Majestic [a]   | 4:05         |
| 2. | «When You Know What Love Is» (Alex Adair Remix) | Smith Alex Adair [a] | 3:30         |

## Хит-парады
| Хит-парад (2019)                | Наивысшая строчка |
| ------------------------------- | ----------------- |
| Шотландия (OCC Scotland)        | 12                |
| Великобритания (OCC UK Singles) | 52                |

## Хронология релиза
| Страна         | Дата        | Формат                     | Лейбл                    | Ref.  |
| -------------- | ----------- | -------------------------- | ------------------------ | ----- |
| Великобритания | 31 мая 2019 | Digital download streaming | Insanity Speakerbox Sony | [ 1 ] |